# 2020年東京オリンピックのスロベニア選手団
2020年東京オリンピックのスロベニア選手団は、2021年7月23日から8月8日にかけて日本の首都東京で開催された2020年東京オリンピックのスロベニア選手団、およびその競技結果。

## メダル
| メダル | 選手名                 | 競技                 | 種目                                | 日付    |
| ------ | ---------------------- | -------------------- | ----------------------------------- | ------- |
| 金     | ベンヤミン・サフシェク | カヌー               | 男子スラローム・カナディアン（C-1） | 7月26日 |
| 金     | プリモシュ・ログリッチ | 自転車               | 男子タイムトライアル                | 7月28日 |
| 金     | ヤニャ・ガルンブレト   | スポーツクライミング | 女子複合                            | 8月6日  |
| 銀     | ティナ・トルステニャク | 柔道                 | 女子63kg級                          | 7月27日 |
| 銅     | タデイ・ポガチャル     | 自転車               | 男子ロードレース                    | 7月24日 |

## セーリング
- 女子470級[1]